# Liste der denkmalgeschützten Objekte in Sankt Stefan im Gailtal
Die Liste der denkmalgeschützten Objekte in Sankt Stefan im Gailtal enthält die 20 denkmalgeschützten, unbeweglichen Objekte der Gemeinde Sankt Stefan im Gailtal.

## Denkmäler
| Foto  |                 | Denkmal                                                                                            | Standort                                                      | Beschreibung | Metadaten |
| ----- | --------------- | -------------------------------------------------------------------------------------------------- | ------------------------------------------------------------- | --- | --- |
| ja    | Datei hochladen | Schloss Bichlhof HERIS-ID: 24922 Objekt-ID: 21334                                                  | Bichlhof 1 Standort KG: Hadersdorf                            | Das Schloss Bichlhof, früher auch Aichbichl genannt, befindet sich auf einem Plateau über dem Gailtal. Urkundlich wurde das Schloss im Jahr 1660 erstmals erwähnt. Nach einigen Besitzerwechseln fiel es der Familie Aichelburg zu, die das Anwesen bis 1929 besaß. Beim heutigen Gebäude, das seine Gestalt wohl durch einen Umbau um 1800 erhielt, handelt es sich um einen stöcklartigen, zweigeschoßigen Edelmannsitz mit 5:3 Fensterachsen, einem Walmdach und einer Vorhalle mit Kreuzgewölbe. | BDA-Hist.: Q15844433 Status: Bescheid Stand der BDA-Liste: 2025-06-30 Name: Schloss Bichlhof GstNr.: 476/1                                                                          |
| ja    | Datei hochladen | Flur-/Wegkapelle HERIS-ID: 24923 Objekt-ID: 21335                                                  | bei Bichlhof 1 Standort KG: Hadersdorf                        | Die Hofkapelle aus der ersten Hälfte des 19. Jahrhunderts ist ein rechteckiger Bau mit steilem Satteldach und einer römerzeitlichen Grabinschrift. | BDA-Hist.: Q37888609 Status: Bescheid Stand der BDA-Liste: 2025-06-30 Name: Flur-/Wegkapelle GstNr.: .61 Wegkapelle bei Bichlhof 1                                                  |
| ja    | Datei hochladen | Hofharpfe bei Mente HERIS-ID: 24921 Objekt-ID: 21333seit 2012                                      | bei Hadersdorf 5 Standort KG: Hadersdorf                      | | BDA-Hist.: Q37888583 Status: Bescheid Stand der BDA-Liste: 2025-06-30 Name: Hofharpfe bei Mente GstNr.: 9/1                                                                         |
| ja    | Datei hochladen | Kath. Filialkirche hll. Lucia und Jodokus HERIS-ID: 24920 Objekt-ID: 21332                         | gegenüber Tratten 10 Standort KG: Hadersdorf                  | Die Filialkirche ist ein spätgotischer Bau vom Ende des 15. Jahrhunderts mit barocken Veränderungen vor allem im Langhaus, großer Pfeilervorhalle, außenliegendem Aufgang zur Holzempore und spätbarocken Deckengemälden. Der Hochaltar und der linke Seitenaltar stammen aus der Zeit um 1660. | BDA-Hist.: Q37888566 Status: § 2a Stand der BDA-Liste: 2025-06-30 Name: Kath. Filialkirche hll. Lucia und Jodokus GstNr.: .33 Filialkirche Tratten                                  |
| ja    | Datei hochladen | Mauerspeicher Lindenschmied/Enzi HERIS-ID: 24929 Objekt-ID: 21341seit 2012                         | bei Köstendorf 25 Standort KG: Köstendorf                     | Der kleine massivgebaute Speicher mit steilem Satteldach weist bemerkenswertes Sgraffitodekor auf. | BDA-Hist.: Q37888690 Status: Bescheid Stand der BDA-Liste: 2025-06-30 Name: Mauerspeicher Lindenschmied/Enzi GstNr.: .92 Mauerspeicher Gailtal Köstendorf 25                        |
| ja    | Datei hochladen | Kath. Filialkirche hl. Stephan Papst (St. Steben) HERIS-ID: 24930 Objekt-ID: 21342                 | Köstendorf Standort KG: Köstendorf                            | Die allgemein St. Steben genannte Filialkirche steht in etwas über 1000 Metern Höhe nördlich hoch über dem Talboden auf einem Bergvorsprung. An den spätgotischen Chor schließt ein breites barockes Langhaus an. Nördlich des Chors erhebt sich der gedrungene barocke Turm. Hochaltar und Seitenaltäre stammen aus der Zeit um 1670, die Gewölbemalerei im Chor und in der Turmkapelle sowie die Malerei an Chorwänden und Triumphbogen von etwa 1700. | BDA-Hist.: Q37888709 Status: § 2a Stand der BDA-Liste: 2025-06-30 Name: Kath. Filialkirche hl. Stephan Papst GstNr.: .7 Filialkirche St. Steben, Köstendorf (Gailtal)               |
| ja    | Datei hochladen | Kath. Filialkirche hl. Anton HERIS-ID: 24931 Objekt-ID: 21343                                      | Pölland Standort KG: Matschiedl                               | Der kleine gotische Bau weist abgefasten Fenster, ein spitzbogiges Westportal und einen spitzbogigen Triumphbogen auf. Auf die barocke Umgestaltung gehen die Holzempore und die Stuckengelköpfe im Scheitel der Chorschlusswände zurück. Der Hauptaltar (Mittelfigur hl. Antonius von Padua) und die Seitenaltäre (Mittelfiguren Christus in der Trauer, hl. Nikolaus) stammen von Anfang des 18. Jahrhunderts. | BDA-Hist.: Q37888722 Status: § 2a Stand der BDA-Liste: 2025-06-30 Name: Kath. Filialkirche hl. Anton (auf der Windischen Höhe) GstNr.: .47 Filialkirche hl. Anton, Pölland          |
| ja    | Datei hochladen | Kath. Pfarrkirche hl. Paulus HERIS-ID: 24933 Objekt-ID: 21345                                      | Standort KG: St. Paul                                         | Die nach Verwüstung durch die Türken Ende des 15. Jahrhunderts wiedererrichtete spätgotische Bau mit barocken Veränderungen wurde 1957 und in den 1990er Jahren restauriert. Bemerkenswert sind die spätmittelalterlichen Fassadenputze. Am spitzbogigen reich profilierten Westportal sind Steinmetzzeichen. Außen, an der Nordseite, befinden sich Wandmalereien Christus am Ölberg (um 1440), hl. Christophorus (um 1500) und Kreuzigung (18. Jahrhundert). Auch im Kircheninneren sind Wandmalereien aus unterschiedlichen Epochen; die Altäre stammen etwa von 1650. | BDA-Hist.: Q1647280 Status: § 2a Stand der BDA-Liste: 2025-06-30 Name: Kath. Pfarrkirche hl. Paulus GstNr.: .35 Saint Paul Church (Sankt Stefan im Gailtal)                         |
| ja    | Datei hochladen | Burgruine Aichelburg mit Gedenksäule HERIS-ID: 24914 Objekt-ID: 21326                              | Standort KG: St. Stefan                                       | Ein Bauwerk an der Stelle der heutigen Ruine wurde 1307 erstmals genannt, es handelte sich seinerzeit aber wohl nur um einen Turm. Im Jahr 1432 erfolgte die erstmalige urkundliche Bezeichnung als „Aichelburg“. Diese Burg wurde vor 1460 von kaiserlichen Truppen zerstört, jedoch schon 1480 wieder aufgebaut. Im Jahr 1500 wurde Aichelburg an Christoph Viertaler verliehen, der als Begründer der Familie Aichelburg gilt. Im Jahr 1516 wurde die Burg durch einen Brand zerstört, anschließend jedoch erneut wiederaufgebaut. Von der Burg, die im Jahr 1691 vermutlich aufgrund eines Erdbebens ein Jahr zuvor endgültig aufgegeben wurde, sind noch die Ringmauer und Reste der Türme erhalten. | BDA-Hist.: Q15843320 Status: Bescheid Stand der BDA-Liste: 2025-06-30 Name: Burgruine Aichelburg mit Gedenksäule GstNr.: 534/4 Burgruine Aichelburg                                 |
| ja    | Datei hochladen | Schuster-Haus-Kapelle HERIS-ID: 24918 Objekt-ID: 21330                                             | bei Bodenhof 4 Standort KG: St. Stefan                        | Die Kapelle, ein kleiner barocker Bau über quadratischen Grundriss, ist im Inneren kreuzgratgewölbt. Die Wandgemälde in rundbogigen Nischen zeigen die Muttergottes, den heiligen Florian und einen heiligen Bischof. | BDA-Hist.: Q37888540 Status: Bescheid Stand der BDA-Liste: 2025-06-30 Name: Schuster-Haus-Kapelle GstNr.: 56/3 Schuster-Haus-Kapelle                                                |
| ja    | Datei hochladen | Schloss Bodenhof HERIS-ID: 24919 Objekt-ID: 21331                                                  | Bodenhof 5, 7 Standort KG: St. Stefan                         | Das Schloss mit 2 Geschoßen und Attikageschoß, auf unregelmäßigem Grundriss, stammt in den ältesten Teilen von Ende des 15. (Kapelle im Südostturm) bzw. Anfang des 16. Jahrhunderts, wurde mehrmals umgebaut, um die Wende vom 19. zum 20. Jahrhundert historisierend umgestaltet, und 1927 um den nordöstlichen Turm erweitert. Es beinhaltet bemerkenswerte Einrichtungen, einen Wappensaal und eine Bibliothek. Die spätgotische Kapelle reicht über 2 Geschoße des Südostturms. Über dem neugotischen Altar ist ein Martin Johann Schmidt zugeschriebenes Gemälde. | BDA-Hist.: Q1373113 Status: Bescheid Stand der BDA-Liste: 2025-06-30 Name: Schloss Bodenhof GstNr.: 76 Schloss Bodenhof                                                             |
| ja    | Datei hochladen | Kalvarienbergkapelle und Kreuzwegstationen HERIS-ID: 24912 Objekt-ID: 21324                        | Standort KG: St. Stefan                                       | Die Kalvarienbergkapelle wurde im Jahr 1771 errichtet. Der Hauptraum ist auf quadratischem Grundriss mit abgerundeten Ecken erbaut und mündet in einen halbrunden Chor. Dahinter befindet sich ein weiterer Kapellenraum, der in drei Seiten des Achtecks schließt. Die Kapelle besitzt einen schlanken, hölzernen Dachreiter und eine spätbarocke Lisenengliederung. Der Innenraum wird von einem Spiegelgewölbe überwölbt. Der Triumphbogen ist flachbogig. Der Hauptaltar zeigt eine geschnitzte Kreuzigungsgruppe vor einem gemalten Landschaftshintergrund, der Golgotha und Jerusalem darstellt, sowie Gottvater mit Engeln in den Wolken. Seitlich des Altares befinden sich felsengrottenartig gerahmte Türen, die in den ehemaligen Heiliggrabraum führen. Die Kreuzwegstationen stammen aus dem Jahr 1766 und wurden 1991 restauriert.                                                                     | BDA-Hist.: Q37888494 Status: § 2a Stand der BDA-Liste: 2025-06-30 Name: Kalvarienbergkapelle und Kreuzwegstationen GstNr.: .93 Kalvarienbergkapelle Schmölzing                      |
| ja    | Datei hochladen | Bildstock, Armesünderkreuz HERIS-ID: 24916 Objekt-ID: 21328                                        | Sankt Stefan an der Gail 2, gegenüber Standort KG: St. Stefan | Das spätgotische Armesünderkreuz (einer der wenigen Bildstöcke in Kärnten) befindet sich am Südende des Dorfes und ist ein Breitpfeiler auf Sockel mit markantem, schindelgedeckten Pyramidendach. In den vier spitzbogigen Nischen befinden sich Wandmalereien, die Urban Görtschacher zugeschrieben werden, ehemalige Bezeichnung 1499 und Ritzinschrift aus dem 16. Jahrhundert (heute übermalt); Kreuzigung mit Maria und Johannes, hl. Michael (Norden); hl. Christophorus (Westen); Madonna auf der Mondsichel in Mandorla, Verkündigung (Süden); Martyrium des hl. Stephanus und Evangelistensymbole (Osten). | BDA-Hist.: Q37888516 Status: § 2a Stand der BDA-Liste: 2025-06-30 Name: Bildstock, Armesünderkreuz GstNr.: 1483/1 Armesünderkreuz (St. Stefan im Gailtal)                           |
| ja    | Datei hochladen | Kath. Pfarrkirche hl. Stephanus HERIS-ID: 24917 Objekt-ID: 21329                                   | Standort KG: St. Stefan                                       | In der Kirche soll sich früher eine Weiheinschrift des Salzburger Chorbischofs Theoderich (um 800) befunden haben; urkundlich erwähnt wird die Pfarre 1275. Doch ist der heute vorhandene Bau spätgotisch, also vielleicht erst nach den Zerstörungen der Türkenkriege entstanden. Am Chor befinden sich dreikantige Strebepfeiler; in der Westwand ist ein keltischer oder mittelalterlicher Steinkopf eingemauert. Die Staffelhallenkirche mit Netzrippengewölbe weist im Chor Wandmalereien auf: Heiligendarstellungen aus dem 15. Jahrhundert, umgeben von reicher frühbarocker Rankendekoration. Für den Hochaltar mit Opfergangsportalen sind um 1730 Teile eines spätgotischen Flügelaltars verwendet worden; außerdem befinden sich zwei Wandaltäre im Chor, zwei Seitenaltäre im Kirchenschiff, und je ein Altar in der Nord- bzw. in der Südkapelle. In der Südkapelle ist eine Wappengrabplatte von 1540. | BDA-Hist.: Q1521481 Status: § 2a Stand der BDA-Liste: 2025-06-30 Name: Kath. Pfarrkirche hl. Stephanus GstNr.: .54 Saint Stephen Church (Sankt Stefan im Gailtal)                   |
| ja    | Datei hochladen | Harpfe Schumi HERIS-ID: 24924 Objekt-ID: 21336                                                     | bei Vorderberg 12 Standort KG: Vorderberg                     | | BDA-Hist.: Q37888625 Status: Bescheid Stand der BDA-Liste: 2025-06-30 Name: Harpfe Schumi GstNr.: 963, 964                                                                          |
| ja BW | Datei hochladen | Museum/Ausstellungsbau, Cornelius Kolig „Das Paradies“ HERIS-ID: 112826 Objekt-ID: 131048seit 2019 | Vorderberg 39 Standort KG: Vorderberg                         | → Hauptartikel : Das Paradies f1 | BDA-Hist.: Q105646821 Status: Bescheid Stand der BDA-Liste: 2025-06-30 Name: Museum/Ausstellungsbau, Cornelius Kolig „Das Paradies“ GstNr.: 576/1 Paradies, Sankt Stefan im Gailtal |
| ja    | Datei hochladen | Wegkapelle HERIS-ID: 24925 Objekt-ID: 21337                                                        | nordöstlich von Vorderberg 71 Standort KG: Vorderberg         | | BDA-Hist.: Q37888643 Status: Bescheid Stand der BDA-Liste: 2025-06-30 Name: Wegkapelle GstNr.: 1318/1                                                                               |
| ja    | Datei hochladen | Pfarrhof HERIS-ID: 24927 Objekt-ID: 21339                                                          | Vorderberg 77 Standort KG: Vorderberg                         | | BDA-Hist.: Q37888663 Status: § 2a Stand der BDA-Liste: 2025-06-30 Name: Pfarrhof GstNr.: .33 Pfarrhof in Vorderberg                                                                 |
| ja    | Datei hochladen | Kath. Pfarrkirche hll. Petrus und Paulus HERIS-ID: 24928 Objekt-ID: 21340                          | Standort KG: Vorderberg                                       | Die mitten im Ort gelegene, Ende des 15. Jahrhunderts geweihte Kirche ist ein kleiner spätgotischer Bau mit mächtigem Turm, das Langhaus wurde barock verändert. 1994 Außenrestaurierung. Wiederherstellung des Fassadendekors von 1803. Innenrestaurierung 1996. Haupt- und Seitenaltäre stammen etwa von 1700. An der Nordwand des Langhauses steht ein, ursprünglich aus der Filialkirche Maria im Graben stammender, gotischer Flügelaltar. | BDA-Hist.: Q1114929 Status: § 2a Stand der BDA-Liste: 2025-06-30 Name: Kath. Pfarrkirche hll. Petrus und Paulus GstNr.: .35 Saints Peter and Paul Church (Vorderberg)               |
| ja    | Datei hochladen | Kath. Filialkirche Unsere liebe Frau im Graben (Maria im Graben) HERIS-ID: 24926 Objekt-ID: 21338  | Vorderberg Standort KG: Vorderberg                            | Die spätgotische Kirche mit mächtigem Turm mit Mauerschlitzen stammt aus dem 15. Jahrhundert; alle Kanten sind mit Quaderputz strukturiert. Im Chor und am Triumphbogen wurden spätgotische Wandmalereien freigelegt; die Deckengemälde im Langhaus stammen aus 1719. Zur Einrichtung zählen der Hochaltar, zwei Seitenaltäre sowie ein Altar an der nördlichen Langhauswand. Bemerkenswert ist ein frühbarocker geschnitzter Riesenrosenkranz aus dem 17. Jahrhundert. | BDA-Hist.: Q1496888 Status: § 2a Stand der BDA-Liste: 2025-06-30 Name: Kath. Filialkirche Unsere liebe Frau im Graben (Maria im Graben) GstNr.: .109 Liebfrauenkirche (Vorderberg)  |